# Aquilífer
L'aquilífer (en llatí aquilifer) era el soldat que, en les legions romanes, duia l'estendard o l'Àguila (aquila) de la legió, una estatueta daurada o platejada que representava una àguila. Era una posició d'enorme prestigi. La pèrdua de l'àguila es considerava un gran deshonor i, si calia, tots els legionaris morien per a evitar que caigués en mans enemigues. Tot i que es desconeix a quin grau ascendien els aquiliferi, generalment es creu que ascendien fins a centurions, tot i que normalment tenien un grau entre aquest i el d'optio. Durant l'època del Principat, els aquiliferi tenien un sou dues vegades més alt que el dels soldats rasos.

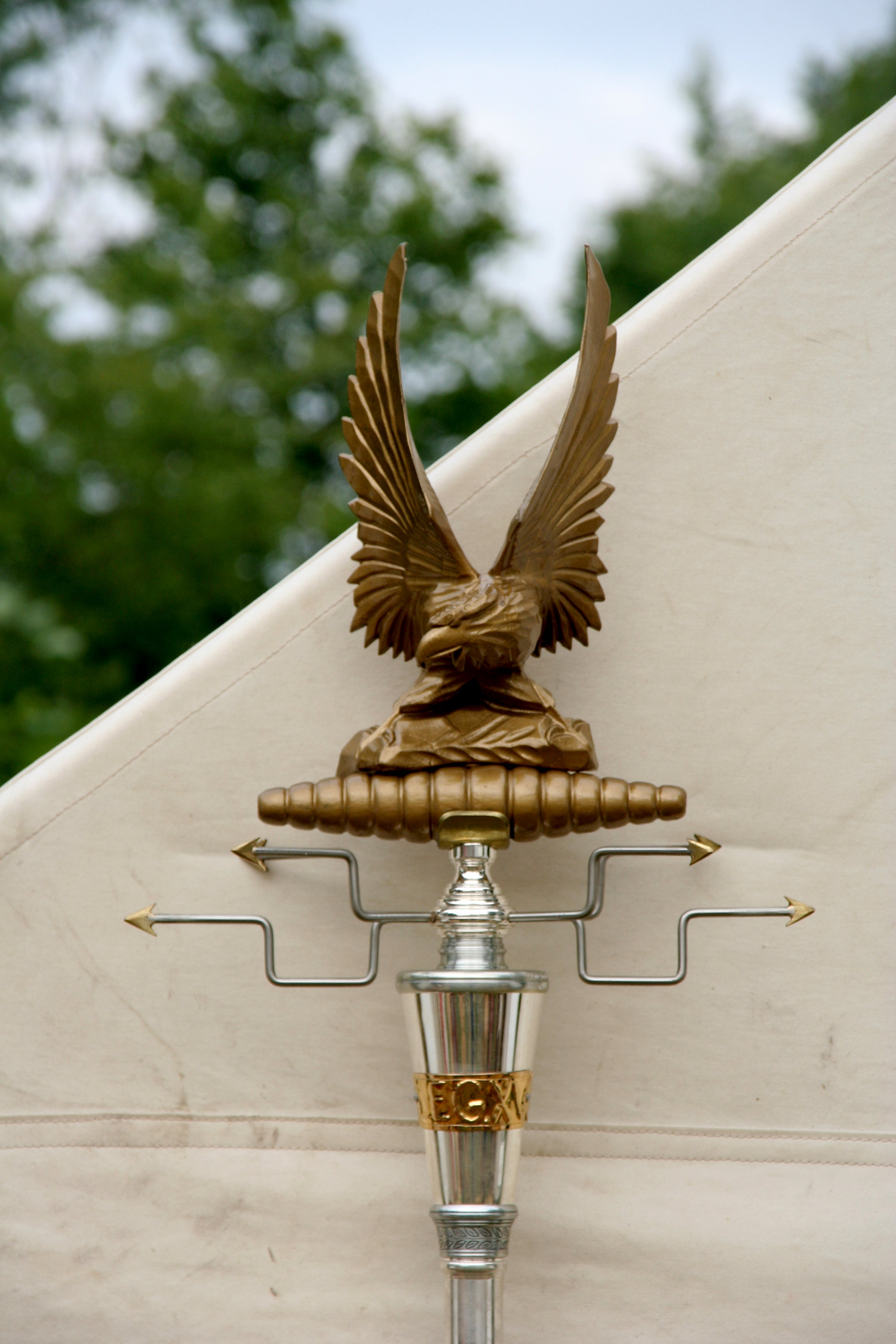
Reconstrucció de l'emblema de l'àguila.

El nom aquilífer deriva d'aquila, que en llatí significa àguila, animal que es va convertir en símbol oficial de les legions romanes a partir de l'any 104 aC. Abans que l'àguila s'instaurés com a símbol oficial, els emblemes més utilitzats en les diverses legions eren el llop, el porc senglar, el brau i el cavall.
L'emblema de l'àguila estava format per un exemplar d'aquest animal tallat en metall, les ales rodejaven una corona de llorer i anava muntat en una peça estreta de base trapezoïdal, situada damunt d'un pal ben llarg que permetia que fos vista per tothom.
A diferència d'altres portaestendards romans com el signífer, l'aquilífer no vestia cap complement de pell d'animal. Les seves armes estaven formades per un petit escut anomenat parma que es podia subjectar al braç en cas d'estar utilitzant l'arma o portant l'estàndard.